# Zœbersdorf
Ne doit pas être confondu avec Zobersdorf.
Zœbersdorf (prononcé [tsøbərsdɔrf])  est une ancienne commune française de la plaine d'Alsace située à 29,2 km au nord-ouest de Strasbourg dans le département du Bas-Rhin, en région Grand Est.
Cette commune se trouve dans la région historique et culturelle d'Alsace. En 2013, la population légale est de 172 habitants. Village de milieu rural, Zœbersdorf est intégrée dans la communauté de communes du Pays de la Zorn qui regroupe 27 localités autour de Hochfelden. 
Ses habitants sont les Zœbersdorfois.

## Géographie
Zœbersdorf est située à 29,2 km au nord-ouest de Strasbourg, non loin de Hochfelden (5,9 km) dans la plaine d'Alsace.

## Toponymie
- Zaebersdorf (1793), Zoebersdorf (1801).

## Histoire
- La commune fusionne avec Geiswiller pour former la commune nouvelle de Geiswiller-Zœbersdorf le 1er janvier 2018[2].

### Héraldique
| Blason de Zœbersdorf | Blason  | Parti : au premier d'argent au lion de sable, lampassé de gueules, à la bordure du même, au second de gueules à l'épée haute d'argent, garnie d'or, aux deux clefs aussi d'argent passées en sautoir, brochant sur le tout. |
| Blason de Zœbersdorf | Détails | |

## Politique et administration

### Liste des maires
| Période | Période          | Identité             | Étiquette | Qualité |
| ------- | ---------------- | -------------------- | --------- | ------- |
| 2001    | 31 décembre 2017 | Jean-Georges Hammann |           |         |

### Tendances politiques et résultats
Le résultat de l'élection présidentielle de 2012 dans cette commune est le suivant :
| Candidat       | Candidat                    | Premier tour | Premier tour | Second tour | Second tour |
| Candidat       | Candidat                    | Voix         | %            | Voix        | %           |
| -------------- | --------------------------- | ------------ | ------------ | ----------- | ----------- |
|                | Eva Joly (EÉLV)             | 3            | 2,59         |             |             |
|                | Marine Le Pen (FN)          | 21           | 18,10        |             |             |
|                | Nicolas Sarkozy (UMP)       | 42           | 36,21        | 77          | 73,33       |
|                | Jean-Luc Mélenchon (FG)     | 12           | 10,34        |             |             |
|                | Philippe Poutou (NPA)       | 0            | 0,00         |             |             |
|                | Nathalie Arthaud (LO)       | 1            | 0,86         |             |             |
|                | Jacques Cheminade (SP)      | 1            | 0,86         |             |             |
|                | François Bayrou (MoDem)     | 22           | 18,97        |             |             |
|                | Nicolas Dupont-Aignan (DLR) | 1            | 0,86         |             |             |
|                | François Hollande (PS)      | 13           | 11,21        | 28          | 26,67       |
|                |                             |              |              |             |             |
| Inscrits       | Inscrits                    | 147          | 100,00       | 147         | 100,00      |
| Abstentions    | Abstentions                 | 26           | 17,69        | 32          | 21,77       |
| Votants        | Votants                     | 121          | 82,31        | 115         | 78,23       |
| Blancs et nuls | Blancs et nuls              | 5            | 4,13         | 10          | 8,70        |
| Exprimés       | Exprimés                    | 116          | 95,87        | 105         | 91,30       |

Le résultat de l'élection présidentielle de 2017 dans cette commune est le suivant :
| Candidat    | Candidat                    | Premier tour | Premier tour | Deuxième tour | Deuxième tour |  |
| Candidat    | Candidat                    | %            | Voix         | %             | Voix          |  |
| ----------- | --------------------------- | ------------ | ------------ | ------------- | ------------- |  |
|             | Nicolas Dupont-Aignan (DLF) | 14,06        | 18           |               |               |  |
|             | Marine Le Pen (FN)          | 21,88        | 28           | 34,21         | 39            |  |
|             | Emmanuel Macron (EM)        | 23,44        | 30           | 65,79         | 75            |  |
|             | Benoît Hamon (PS)           | 4,69         | 6            |               |               |  |
|             | Nathalie Arthaud (LO)       | 2,34         | 3            |               |               |  |
|             | Philippe Poutou (NPA)       | 1,56         | 2            |               |               |  |
|             | Jacques Cheminade (SP)      | 0,00         | 0            |               |               |  |
|             | Jean Lassalle (RES)         | 0,00         | 0            |               |               |  |
|             | Jean-Luc Mélenchon (LFI)    | 12,50        | 16           |               |               |  |
|             | François Asselineau (UPR)   | 2,34         | 3            |               |               |  |
|             | François Fillon (LR)        | 17,19        | 22           |               |               |  |
|             |                             |              |              |               |               |  |
| Inscrits    | Inscrits                    | 163          | 100,00       | 163           | 100,00        |  |
| Abstentions | Abstentions                 | 29           | 17,79        | 34            | 20,86         |  |
| Votants     | Votants                     | 134          | 82,21        | 129           | 79,14         |  |
| Blancs      | Blancs                      | 5            | 3,73         | 14            | 10,85         |  |
| Nuls        | Nuls                        | 1            | 0,75         | 1             | 0,78          |  |
| Exprimés    | Exprimés                    | 128          | 95,52        | 114           | 88,37         |  |

## Démographie
L'évolution du nombre d'habitants est connue à travers les recensements de la population effectués dans la commune depuis 1793. Pour les communes de moins de 10 000 habitants, une enquête de recensement portant sur toute la population est réalisée tous les cinq ans, les populations de référence des années intermédiaires étant quant à elles estimées par interpolation ou extrapolation. Pour la commune, le premier recensement exhaustif entrant dans le cadre du nouveau dispositif a été réalisé en 2007.

En 2015, la commune comptait 178 habitants, en évolution de −2,2 % par rapport à 2009 (Bas-Rhin : +3,17 %, France hors Mayotte : +2,11 %).
| 1793 | 1800 | 1806 | 1821 | 1831 | 1836 | 1841 | 1846 | 1851 |
| ---- | ---- | ---- | ---- | ---- | ---- | ---- | ---- | ---- |
| 127  | 140  | 148  | 182  | 219  | 218  | 204  | 201  | 215  |

| 1856 | 1861 | 1866 | 1871 | 1875 | 1880 | 1885 | 1890 | 1895 |
| ---- | ---- | ---- | ---- | ---- | ---- | ---- | ---- | ---- |
| 185  | 198  | 193  | 198  | 202  | 203  | 195  | 202  | 192  |

| 1900 | 1905 | 1910 | 1921 | 1926 | 1931 | 1936 | 1946 | 1954 |
| ---- | ---- | ---- | ---- | ---- | ---- | ---- | ---- | ---- |
| 191  | 188  | 201  | 181  | 174  | 170  | 167  | 148  | 154  |

| 1962 | 1968 | 1975 | 1982 | 1990 | 1999 | 2006 | 2007 | 2012 |
| ---- | ---- | ---- | ---- | ---- | ---- | ---- | ---- | ---- |
| 156  | 164  | 181  | 152  | 152  | 168  | 181  | 183  | 169  |

| 2015 | - | - | - | - | - | - | - | - |
| ---- | - | - | - | - | - | - | - | - |
| 178  | - | - | - | - | - | - | - | - |

## Lieux et monuments
- Ferme Wendling.